# Kyle Bartley
Kyle Louis Bartley (Stockport, Inglaterra, 22 de mayo de 1991) es un exfutbolista profesional británico que jugaba como defensa.

## Trayectoria

### Empezando su carrera
Nacido en Mánchester, Bartley comenzó su carrera con el Bolton Wanderers y firmó por el Arsenal Football Club el 31 de julio de 2007. Ha capitaneado las reservas del Arsenal y también formó parte del equipo que ganó la Copa FA Juvenil en 2009.

### Temporada 2009-2010
Bartley hizo su debut profesional para el Arsenal Football Club el 9 de diciembre de 2009, en un partido de Liga de Campeones de la UEFA ante el Olympiacos FC. Bartley firmó un contrato de préstamo de tres meses con el Sheffield United en febrero de 2010 para jugar como defensa de dicho club. Él jugó con regularidad durante su tiempo en Bramall Lane y regresó al Arsenal Football Club en el final de la temporada jugando en 14 ocasiones con el Sheffield United.

### Temporada 2010-2011
En la víspera de la temporada siguiente, Bartley volvió al Sheffield United en un acuerdo de préstamo durante toda la temporada. A finales de septiembre, Bartley sufrió la rotura de un pómulo en un enfrentamiento con el delantero del Nottingham Forest Dele Adebola. Después de un mes de baja, regresó y estaba siempre presente hasta que el mercado de invierno, cuando el club fichó al defensa Neill Collins. Bartley temía perder su lugar en el equipo y la pérdida de continuidad. Solicitó ser transferido en calidad de cedido al Rangers Football Club en el último día del mercado de pases. Bartley anotó su primer gol con el Rangers, en una victoria por 1-0 sobre el St Mirren, el 6 de marzo de 2011. Bartley regresó a su club propietario, el Arsenal Football Club, después de sufrir una lesión en el ligamento de la rodilla que fue ocasionada para mantenerlo fuera de las canchas por el resto de la temporada, a pesar de que había expresado su interés en regresar a los Rangers en calidad de préstamo.

### Temporada 2011-2012
Bartley entró como sustituto de Laurent Koscielny en el minuto 74 en la Emirates Cup, una competición amistosa de pretemporada realizada por el Arsenal Football Club. Anotó un gol en propia puerta en el minuto 84 y el Arsenal perdió el trofeo ante el New York Red Bulls. El 3 de agosto de 2011, Bartley extendió su contrato con el Arsenal. Al día siguiente, estuvo de acuerdo en volver al Rangers en calidad de préstamo durante toda la temporada.

## Carrera internacional
Bartley ha representado a Inglaterra en las categorías sub-16 y sub-17.

## Clubes
| Club                            | País       | Año       |
| ------------------------------- | ---------- | --------- |
| Arsenal F. C.                   | Inglaterra | 2009-2012 |
| Sheffield United F. C. (cedido) | Inglaterra | 2010-2011 |
| Rangers F. C. (cedido)          | Escocia    | 2011-2012 |
| Swansea City A. F. C.           | Gales      | 2012-2018 |
| Birmingham City F. C.(cedido)   | Inglaterra | 2013-2014 |
| Leeds United F. C. (cedido)     | Inglaterra | 2016-2017 |
| West Bromwich Albion F. C.      | Inglaterra | 2018-2025 |

## Palmarés

### Títulos nacionales
| Título                        | Club                  | País       | Año  |
| ----------------------------- | --------------------- | ---------- | ---- |
| Copa de la Liga de Inglaterra | Swansea City A. F. C. | Inglaterra | 2013 |